# Moses Isegawa
Moses Isegawa (Kampala, 10 agosto 1963) è uno scrittore ugandese con cittadinanza olandese.
I suoi  romanzi riflettono spesso la situazione politica del suo paese e in particolare il tumulto politico dell'Uganda.  Il suo primo romanzo, Abyssinian Chronicles, scritto in inglese e ambientato negli anni '70 e '80, fu pubblicato per la prima volta ad Amsterdam nel 1998; vendette più di 100 000 copie e guadagnò al suo autore un'ampia attenzione anche in campo internazionale. Il romanzo successivo, Snakepit, del 1999, è  ambientato  negli anni della dittatura di Idi Amin ed è caratterizzato da un'attenta analisi del male e della corruzione.
Noto anche come Sey Wava, fu insegnante di storia nel suo paese: nel 1990 Isegawa lascia l'Uganda per trasferirsi quindi nei Paesi Bassi, diventando così un cittadino olandese naturalizzato, anche se, nel 2006, torna al suo paese.
| Controllo di autorità | VIAF (EN) 100153076 · ISNI (EN) 0000 0001 0928 5135 · Europeana agent/base/75796 · LCCN (EN) n00021100 · GND (DE) 121836851 · BNF (FR) cb135662193 (data) · J9U (EN, HE) 987007597477205171 |